# Braçac (Puèi Domat)
Brassac-les-Mines és un municipi d'Alvèrnia-Roine-Alps del departament francès del Puèi Domat.